# Fricativa bilabiale sorda
La fricativa bilabiale sorda è una consonante, rappresentata con il simbolo [ɸ] nell'alfabeto fonetico internazionale (IPA).
Nella lingua italiana tale fono non è presente.

## Caratteristiche
La consonante fricativa bilabiale sorda presenta le seguenti caratteristiche:
- il suo modo di articolazione è fricativo, perché questo fono è dovuto al restringimento del canale orale (la bocca);
- il suo luogo di articolazione è bilabiale, perché nel pronunciare tale suono si avvicinano le labbra;
- è una consonante sorda, in quanto questo suono è prodotto senza vibrazione da parte delle corde vocali.

Nella fonologia generativa tale fonema è formato dalla sequenza dei tratti: +consonantico, -nasale, -compatto, +grave, -sonoro, +continuo.

## In italiano
In italiano, come detto, questo fono non è presente nella lingua standard, ma si trova a livello regionale nel fenomeno toscano detto della "gorgia", dove la occlusiva bilabiale sorda [p] in posizione intervocalica si spirantizza divenendo [ɸ]: ad esempio il segmento "la pipa" viene pronunciato [la ˈɸiːɸa].

## Altre lingue

### Ewe
In lingua ewe tale fono è reso ⟨ƒ⟩:
- éƒá "pulì" [éɸá]

### Giapponese
In lingua giapponese è presente in molte parole contenenti ふ, pronunciato ɸu, anticamente questo fonema era presente in tutti i kana della linea H, derivato dall'indebolimento del fonema 'p' del Giapponese antico, che cominciò nel Periodo Heian, che coinvolse il cambiamento di pronuncia di tutta la serie "p" (はほひへ, pronunciati un tempo ɸa,ɸo,ɸi,ɸe) , tuttavia tutti ad eccezione di ふ mutò nuovamente in pronuncia per diventare pari alla serie 'w' (わをゑゐ) intorno alla fine dell'XI secolo, quando si trovavano in posizione intervocalica (es:川,  kʷapa→kaɸa→kaɰa).
- 腐敗 (in romazi:huhai) [ɸɯhai]
- Nel kana "hu" ふ [ɸɯ]

### Maori
In lingua māori:
- whakapapa "genealogia" [ɸakapapa]